# Église Saint-Germain de Saint-Germain-de-la-Coudre
L'église Saint-Germain est une église catholique située à Saint-Germain-de-la-Coudre en France.

## Localisation
L'église est située dans le département français de l'Orne dans la commune de Saint-Germain-de-la-Coudre.

## Historique
Doté d'une crypte, d'un chœur et d'un clocher romans, l'édifice se prolonge par une nef du XVe siècle.
Elle fait l'objet de travaux importants au XVIIIe siècle : le clocher est incendié par la foudre en 1734 et rétabli mais non dans son état originel. Le chœur est également remanié.
L'édifice, y compris la crypte, est inscrit au titre des monuments historiques le 16 décembre 1974.
Des désordres apparaissent au début des années 2000 et des travaux sont menés en urgence de 2001 à 2003 mais l'édifice est fermé au public en 2004. L'église est rouverte au public le 15 août 2008. Des travaux sont réalisés sur la toiture de la nef après la découverte de désordres en 2016.